# Radio San Bartolomé
Radio San Bartolomé es una red regional de emisoras de Chile, que emite desde la ciudad de La Serena.

## Historia
Fue creada bajo el alero del Arzobispado de La Serena, el 24 de agosto de 2001 por iniciativa de Sergio Matus, y el apoyo de Monseñor Manuel Donoso, por intermedio de proyectos comunicacionales de iglesia.
La primera etapa estuvo al mando de Sergio Matus (exdirector de Radio Chilena) con un esquema clásico de emisoras como Chilena y Minería, y un equipo humano de excelencia, logra posicionarse como la emisora líder en noticias, gozando de gran credibilidad entre sus auditores, durante sus primeros años le corresponde cubrir noticias especialmente complejas para la iglesia, como "caso monjas" "caso Cox" y otros.
El equipo fundacional de esta emisora estuvo conformado por los periodistas Marcela Salas, Raúl Mora y Rubén Aguilera, los comunicadores Mauricio Brown y Francisco Oviedo, en los controles Wilson Ríos, Hugo Barraza y Cristián Cepeda, técnico Raúl Munizaga, bajo la dirección de Sergio Matus.
En noviembre de 2006, se producen cambios, donde pasa a tomar la gerencia de la emisora el locutor Mauricio Brown. la nueva administración modifica la estructura del departamento de prensa y programas, prescindiendo en mayo de 2007 de voces emblemáticas de la emisora, ampliando horarios del deporte y privilegiando espacios externos y la música popular.
En junio de 2012 el arzobispo de la Serena determina cambios en la dirección de la emisora y toma posesión del cargo el músico regional y profesor Wilson Cuturrufo, cambios que coinciden con los que ocurren en el arzobispado local, quien fuera gestor de este proyecto radial Manuel Donoso se acogió a retiro.
En noviembre de 2012 renuncia el animador ancla de esta emisora, Mauricio Brown, quien asume funciones en el nuevo departamento de eventos creado por el alcalde de La Serena Roberto Jacob.
En la actualidad el nuevo arzobispo de La Serena, Monseñor René Osvaldo Rebolledo Salinas, es quien encabeza el directorio responsable esta emisora, y director gerente es el sacerdote José Tapia.
Finalizando el mes de mayo de 2014 se ha dado término al contrato de diversos funcionarios de la emisora, incluido su director Wilson Cuturrufo, esto producto del giro de estilo en la radio y de las perdidas económicas de la misma, cambios que además fueron producto de una evaluación de una consultora externa, quien determinó las modificaciones para optimizar la sintonía.

## Estilo
Su estilo en el esquema original, era informativo poniendo énfasis en lo local, pasando por el deporte y programas de conversación. Destacaban sus transmisiones de eventos importantes como elecciones y festivales. Sin ser una radio de piedad, la orientación católica no está ausente de su programación en especial con trasmisiones de servicios religiosos y actividades como las fiestas religiosas de Andacollo.
Desde mayo de 2014 la programación musical de la emisora ha tenido un cambio radical, hoy solo se escucha música latina romántica preferentemente de los 70's , 80's y 90's, y con espacios en vivo.
Desde febrero de 2024 se decidió quitar el espacio "Con sabor a nuestra tierra", un espacio de música folclórica.
La red es conformada por 6 estaciones repartidas en la arquidiócesis de La Serena, que integran las provincias de Elqui y Limarí. Su programación preferentemente es emitida desde su central, pero la mayoría de sus filiales cuenta con algunas horas de programación propia.